# Cultura Panhandle

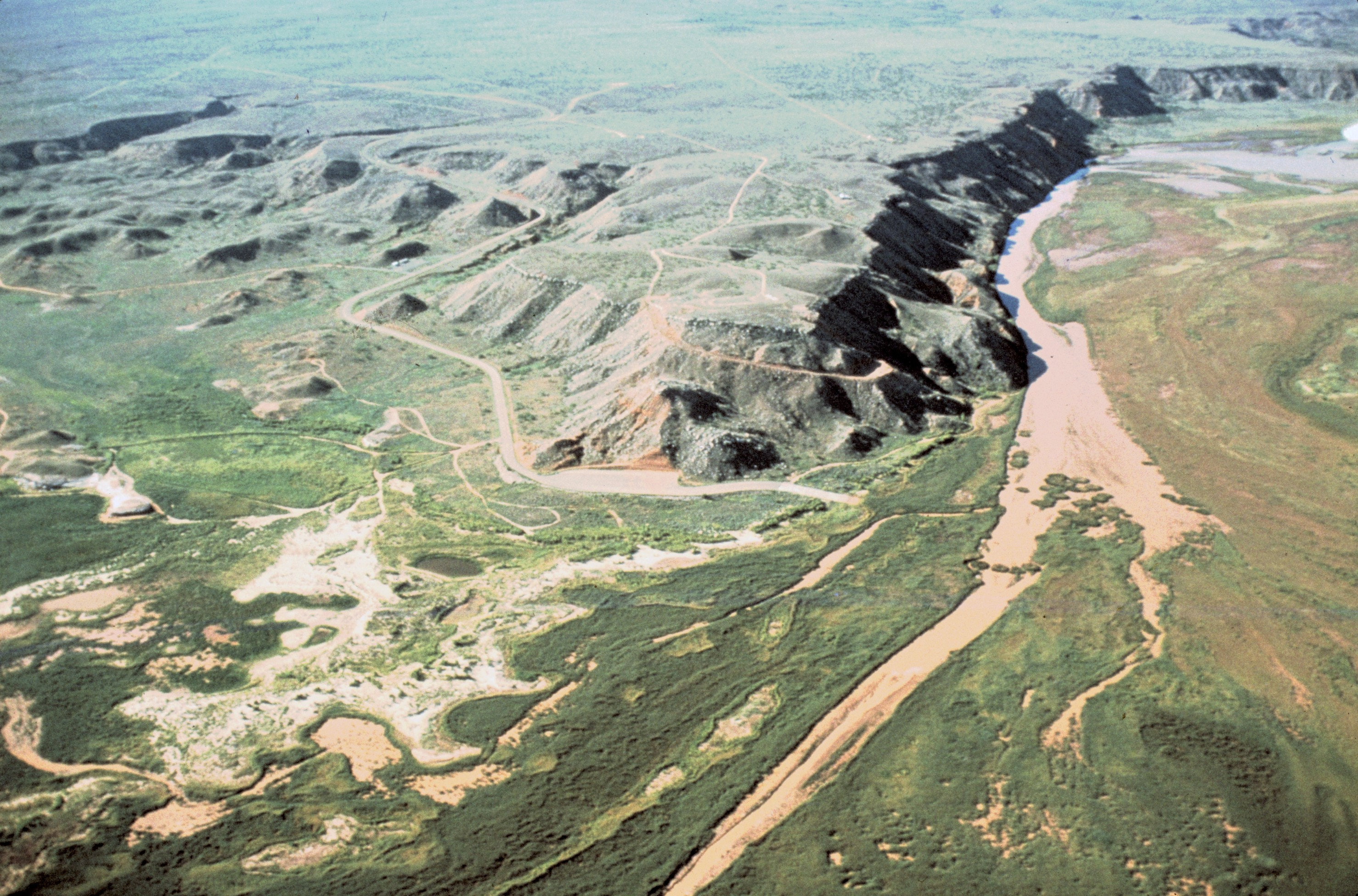
El riu Canadian i el Monument Nacional Alibates Flint Quarries. La gent d'Antelope Creek vivia principalment en terrasses amb vistes al riu o als canons laterals amb molles.

La cultura Panhandle és una cultura prehistòrica de les altes planes del sud durant el Període Ceràmic Mitjà de AD 1200 al 1400. Els jaciments Panhandle estan principalment al Panhandle i centre-oest d'Oklahoma i la meitat nord de la Panhandle de Texas.
La cultura era probablement una conseqüència de la fase silvícola o una migració de persones des del centre-nord de Kansas.

## Divisió de focus Panhandle
La Fase Antelope Creek és el principal, i per a alguns, l'única tradició de la cultura Panhandle. El focus Optima era definit pels llocs al centre-oest d'Oklahoma, però després d'estudis posteriors aquests llocs van ser definits com a focus Antelope Creek. El 1975 Robert G. Campbell definí la cultura Apishapa del sud-est de l'altiplà de Chaquaqua a Colorado com una cultura Panhandle, que és disputada per altres arqueòlegs destacats.

## Dificultat de definir la cultura Panhandle
Diversos factors contribuents han fet que sigui difícil definir la cultura Panhandle, com les discrepàncies en la datació basada en el carboni 14 dels artefactes, les variacions en la interpretació de la informació que data, informació irregular, i manca de material publicat sobre la cultura Panhandle.

## Trets distintius
Si bé ha estat difícil definir el període i els focus de la cultura Panhandle, hi ha algunes característiques distintives:
- Gran similitud amb els complexos de les Planes Centrals
- Algunes, però moltes menys, evidències del comerç o influència de les cultures Pueblo del sud-oest. Llurs béns materials també van indicar altres influències comercials, com ara ceràmica de les planes, petxines marines, i jaspi de les Smoky Hills del nord-oest de Kansas.
- Estructures de pedra senzilles o amb moltes habitacions, sovint amb altars a la part posterior de les estructures i els llocs en les quatre cantonades de l'estructura de suport. La gent també acampava o utilitzava els llocs amb fins limitats.
- La gent era caçadora i recol·lectora de grans i petits mamífers i plantes silvestres, nous i fruites. Alguns conreaven.

Un bé primari per al comerç de la cultura Panhandle era la dolomita agatitzada Alibates, com la que figura al Monument Nacional Alibates Flint Quarries.

## Localització de jaciments Panhandle
La majoria dels jaciments se centren al voltant de la riu Canadian i el riu North Canadian o el seu tributari, principalment Antelope Creek i també Cottonwood Creek, Dixon Creek, i Tarbox Creek. També es van trobar jaciments de la cultura del Panhandle a Archie King Ranch.